# Bertil Uggla
Bertil Gustafsson Uggla (Solna, 19 de agosto de 1890 – Karlstad, 29 de setembro de 1945) foi um atleta, esgrimista e pentatleta moderno sueco.

## Carreira
Bertil Uggla representou seu país nos Jogos Olímpicos de 1912, 1920, 1924 e 1928, na qual conquistou a medalha de bronze, no individual, do pentatlo em 1924 e bronze em 1912 no salto com vara.